# Lygocoris communis
Lygocoris communis är en insektsart som först beskrevs av Knight 1916.  Lygocoris communis ingår i släktet Lygocoris och familjen ängsskinnbaggar. Inga underarter finns listade i Catalogue of Life.